# Amtsgasse 45

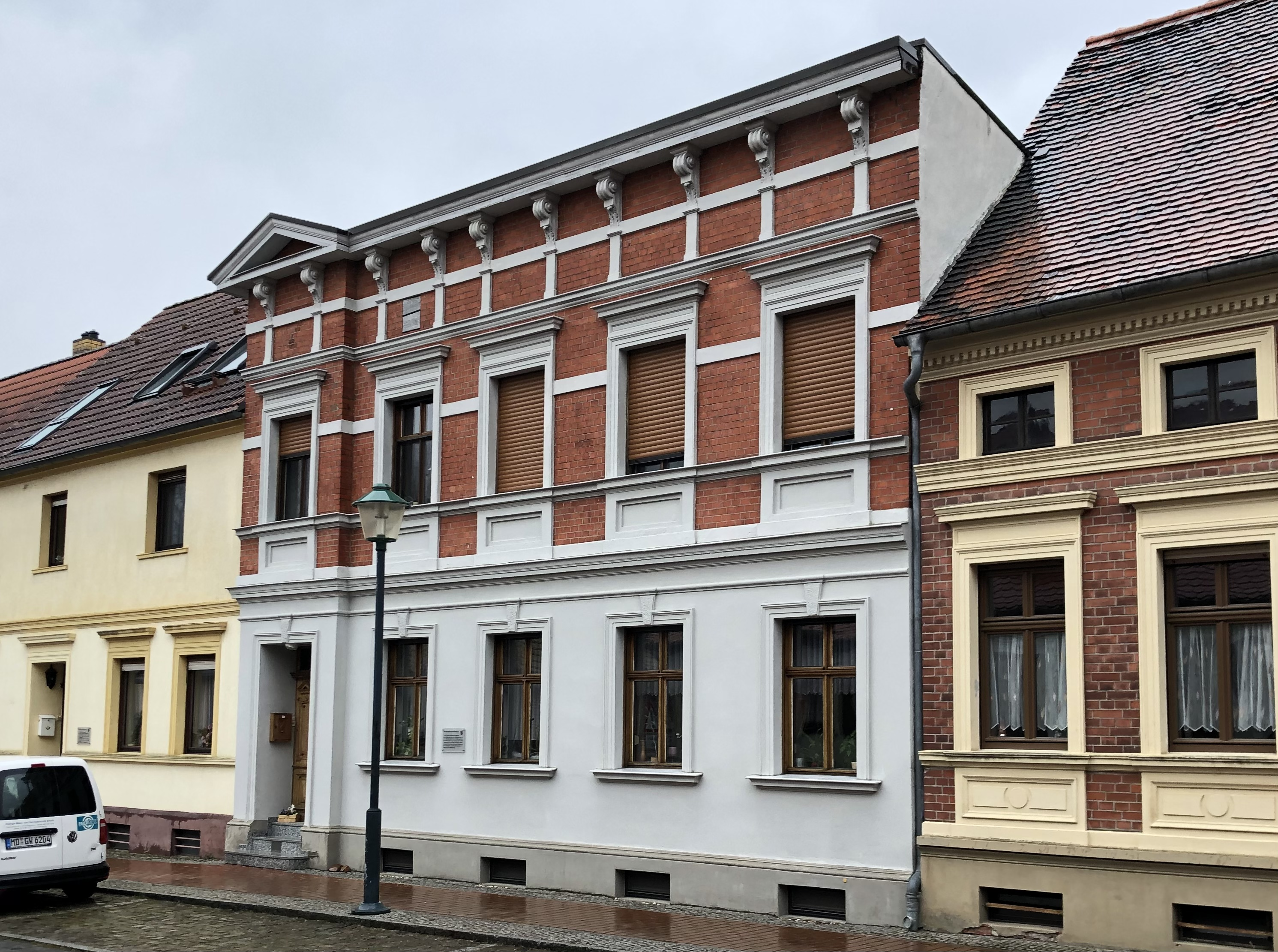
Haus Amtsgasse 45 im Jahr 2022

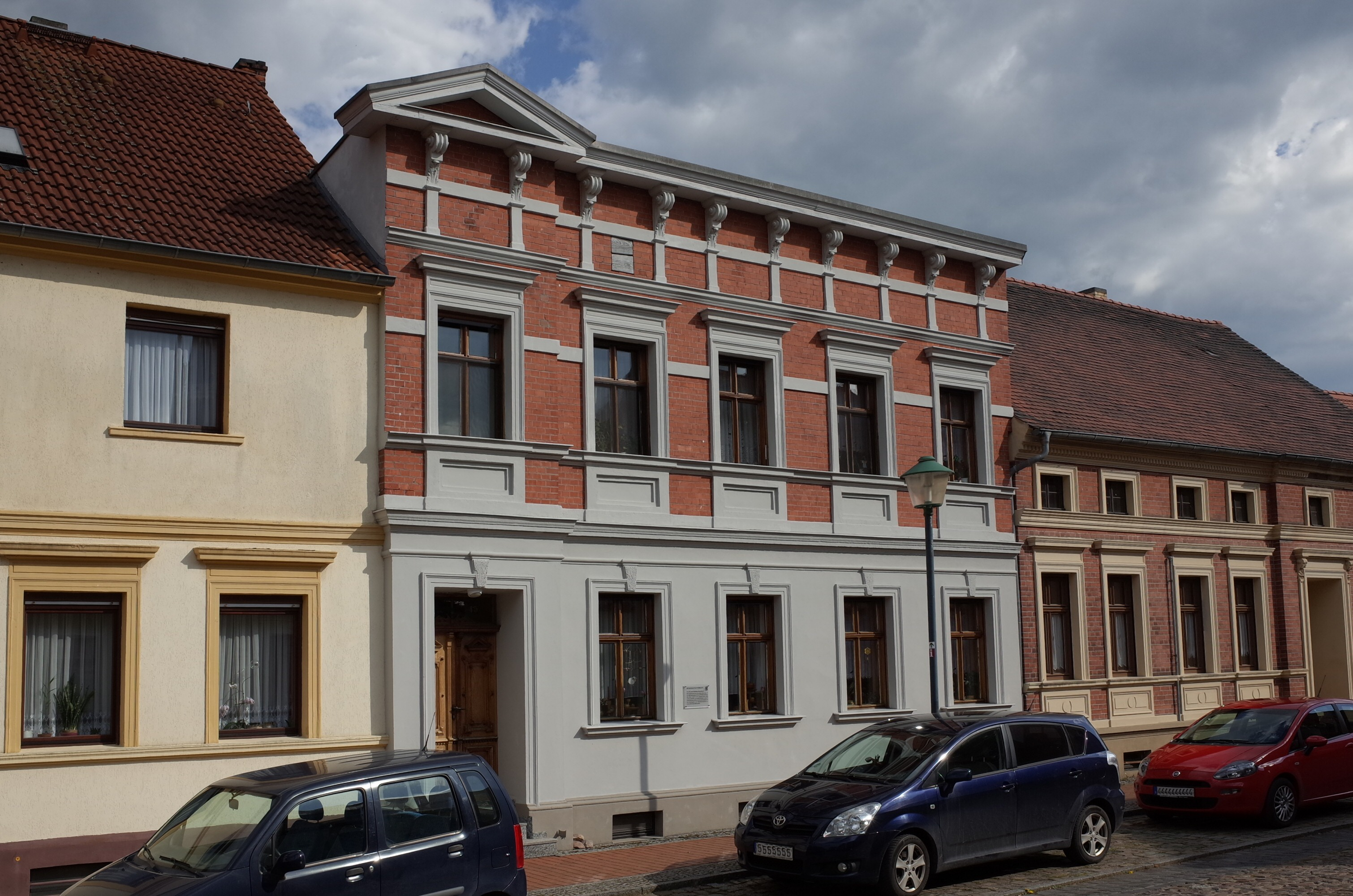
2016

Die Amtsgasse 45 ist ein denkmalgeschütztes Handwerkerhaus in Oranienbaum-Wörlitz in Sachsen-Anhalt.

## Lage
Das Gebäude befindet sich im nördlichen Teil des Ortsteils Wörlitz, auf der Ostseite der Amtsgasse. Unmittelbar südlich grenzt das gleichfalls denkmalgeschützte Haus Amtsgasse 46, 46a an.

## Architektur und Geschichte
An der Stelle des heutigen Gebäudes befand sich zuvor eine kleinere Herberge. In ihr brach im Jahr 1682, zum letzten Mal in Wörlitz, die Pest aus.
Das zweigeschossige Haus entstand in der Zeit um 1840 im Stil des Spätklassizismus und diente im 19. Jahrhundert als Wohn- und Arbeitsstätte eines Barbiers. Andere Angaben nennen als Zeitpunkt der Entstehung des Gebäudes in seiner heutigen Form das Jahr 1898.
Die fünfachsige Fassade ist im Erdgeschoss verputzt, während das Obergeschoss ziegelsichtig und als Beletage ausgeführt ist. Die linke Achse tritt als flacher Risalit hervor. In ihr ist im Erdgeschoss der Hauseingang angeordnet, bekrönt wird sie von einem kleinen Dreiecksgiebel. Die Fensteröffnungen sind mit Rundstabprofilen versehen.
1931 wurde das Anwesen an die Familie Schmidt verkauft. Der Sohn Fritz Schmidt richtete 1948 im Garten eine Drechslerei ein, zu der ein Zugang von der östlich gelegenen Grabengasse führte. Die Drechslerei war bis 1989 in betrieb.
Im örtlichen Denkmalverzeichnis ist das Handwerkerhaus, teils auch als Gutsarbeiterhaus bezeichnet, unter der Erfassungsnummer 094 40018 als Baudenkmal eingetragen.